# Bolitophila lengersdorfi
Bolitophila lengersdorfi är en tvåvingeart som först beskrevs av Tollet 1955.  Bolitophila lengersdorfi ingår i släktet Bolitophila och familjen smalbensmyggor. Inga underarter finns listade i Catalogue of Life.